# Auster J/2 Arrow
L'Auster J/2 Arrow est un avion de tourisme et d'école biplace côte à côte britannique construit immédiatement après la fin de la Seconde Guerre mondiale. Sa production fut limitée en raison de la difficulté à l'époque de se procurer des moteurs d'importation.

## Auster J/2 Arrow
Sans attendre la mise au point de l'Autocrat Taylorcraft Aeroplanes (England) Ltd relança dès 1945 la production du Taylorcraft Plus C dans une version légèrement modernisée destinée surtout aux aéro-clubs. Équipé d’un Lycoming O-145-B3 de 75 ch, le prototype [Z-1 puis G-AGPS, c/n 1660] prit l’air en 1945 mais fut détruit par un orage à Rearsby en mars 1947.  La production fut lancée en 1946 avec un moteur Continental O-235-C1 de 108 ch, mais limitée à 42 exemplaires [c/n 2351/2360 et 2362/2393], l’importation de moteurs américains, payés en dollars, étant contingentée. 

### Auster J/2C
Un J/2 [c/n 2390] remotorisé avec un Continental de 125 ch.

## Auster J/3 Atom
Version économique du J/2 équipée d'un moteur Continental C-65-12 de 65 ch. Sous-motorisé, cet appareil ne fut construit qu’à un seul exemplaire [G-AHSY c/n 2250], détruit sur accident le 22 avril 1951. Il fut reconstruit comme J/4.

## Auster J/4 Archer
Faute de disposer d'assez de moteurs 4 cylindres à plat américains, Auster se résolut à équiper le J/2 Arrow d'un Blackburn Cirrus Minor de 95 ch. 27 exemplaires furent construits [c/n 2066/2091 et 2361], plus deux J/2 remotorisés [c/n 2352 et 2389] et l’unique J/3 Atom, reconstruit avec un nouveau numéro de série [G-AJYX, c/n 2941].